# Ильинское (Фалёнский район)
Ильинское — село в Фалёнском районе Кировской области. 

## География
Находится на расстоянии примерно 26 километров по прямой на юг от районного центра поселка Фалёнки.

## История
Село основано в 1760 году как поселение при строящейся Пророко-Ильинской церкви (церковь действовала в 1763-1818 годах). Первоначальное название Верхо-Святицкое. Свято-Духовская каменная церковь построена в 1818 году (сохранилась). В 1873 году учтено дворов 8 и жителей 33, в 1905 8 и 38, в 1926 17 и 38, в 1950 13 и 38. В 1989 году зафиксировано 257 жителей. Работал колхоз «Красное Знамя». В селе по состоянию на 2000 год есть школа (построена в 1970), дом культуры (построен в 1986), библиотека, детский сад и магазин. До 2020 года входило в Петруненское сельское поселение Фалёнского района, ныне непосредственно в составе Фалёнского района.

## Население
| 1873 | 1891 | 1905 | 1926 | 1950 | 1989 | 2002 |
| ---- | ---- | ---- | ---- | ---- | ---- | ---- |
| 33   | ↗46  | ↘38  | →38  | →38  | ↗257 | ↘146 |
| 2010 |      |      |      |      |      |      |
| ↘64  |      |      |      |      |      |      |